# Laurent Gaudé
Laurent Gaudé, född 6 juli 1972 i Paris, är en fransk författare som vann Goncourtpriset 2004 för romanen Familjen Scorta (Le soleil des scorta).
Gaudé har en master i litteratur vid universitetet i Paris efter avhandlingen Le thème du combat dans la dramaturgie contemporaine française (ungefär Strider i samtida fransk dramaturgi) 1994. Han har även doktorerat vid samma universitet med avhandlingen Le conflit dans le théâtre contemporain (ungefär Konflikten i samtida teater), 1998.
Han har skrivit ett flertal pjäser. Den första, Combat de possédés, publiceras 1999 och utspelar sig i Tyskland. Den sattes upp på Royal National Theatre i London. Hans andra pjäs, Onysos le Furieux, publicerades 2000, och är en episk monolog, skriven på bara 10 dagar under våren 1996. Andra pjäser är Cendres sur les mains, Médée Kali och Le tigre bleu de l'Euphrate.
För sin andra roman, La mort du roi Tsongor, nominerades han till Goncourtpriset 2002 och fick då priset för studenter och bokhandlarnas pris. Två år senare tilldelades han Goncourtpriset för romanen Familjen Scorta (Le soleil des scorta) som också blev en storsäljare (80 000 sålda exemplar mellan publiceringen av romanen och tilldelningen av priset 2004). Den gavs ut på svenska 2006.

## Verk

### Drama
- Combats de possédés, Actes Sud, 1999
- Onysos le furieux, Actes Sud, 2000
- Pluie de cendres, Actes Sud, 2001
- Cendres sur les mains, Actes Sud, 2002
- Le Tigre bleu de l'Euphrate, Actes Sud, 2002
- Salina, Actes Sud, 2003
- Médée Kali, Actes Sud, 2003
- Les Sacrifiées, Actes Sud, 2004
- Sofia Douleur, Actes Sud, 2008
- Sodome, ma douce, Actes Sud, 2009

### Romaner
- Cris, Actes Sud,2001
- La Mort du roi Tsongor, Actes Sud, 2002, Goncourtpriset för studenter 2002 och bokhandlarnas pris 2003
- Familjen Scorta, Bazar förlag, 2006, Le Soleil des Scorta, Actes Sud, 2004, Goncourtpriset 2004 och Jean Giono-priset 2004
- Eldorado, Actes Sud, 2006
- La Porte des Enfers, Actes Sud, 2008

### Noveller
- Dans la nuit Mozambique, 2007
- Sang négrier